# Alonso Cano (stacja metra)
Alonso Cano – stacja początkowa metra w Madrycie, na linii 7. Znajduje się w dzielnicy Chamberí, w Madrycie i zlokalizowana jest pomiędzy stacjami Canal i Gregorio Marañón. Została otwarta 16 października 1998.